# موسی آباد (راسک)
موسی‌آباد روستایی در دهستان مورتان بخش پارود|شهرستان راسک استان سیستان و بلوچستان ایران است.